# Folclore em Minas Gerais
O Folclore em Minas Gerais é representado por meio de danças, artesanato, culinária e festas.

## Danças
Batuque, Lundú, São Gonçalo (de promessa) em Januária, Cateretê (Catira), Caxambû de cultura Banto (é, na verdade, uma variação do Jongo), Dança dos Velhos (semelhante à do Rio de janeiro e São Paulo), Mineiro-Pau, Zona da Mata (dança de roda ao som de chocalhos, pandeiro, reco-recos, ferrinhos e caixas), Folia de Reis, o Boi (Boi -de-Manta, Boi-Janeiro, Boi - Marruê - com características mineiras. É, como diz Saul Martins, "uma sobrevivência totêmico-fetichista, obra sincrética resultando do encontro duradouro de inúmeras culturas"), Congado ou Congo, Romaria (pagadores de promessas em Congonhas), Carvalhada.

## Artesanato
O artesanato de Minas Gerais tem muito a ver com o Folclore, bonecas de pano, peões de madeira feitos a mão etc.

## Culinária
Angu Mineiro, Canjica (grão de milho cozido e temperado com leite de coco e açúcar - é o Munguzá do Nordeste), Arroz Ferrado (arroz cozido com lasquinhas de carne de vaca. É o Arroz Tropeiro), Mocotó (mocotó de boi, depois de cozido com claras de ovos e gemas, canela, cravo, açúcar), Pipoca Salgada, Tutu (guisado de feijão cozido, amassado e coado, depois engrossado com farinha de mandioca. Acompanhamento: lingüiça e torresmos), Doçaria (doce de todas as frutas existente e sasonais, Mingau de Milho Verde, a Canjica do Nordeste, Pamonha, Pé-de-Moleque, Beiju, Brevidade).

## Calendário de Festas
Janeiro: Festa de Reis
Fevereiro: Carnaval, Blocos Carnavalescos, Entrudo.
Março: Semana Santa. Um estudo à parte relacionado com as cidades históricas, principalmente Ouro Preto.
Maio: Mês de Maria. Procissões. Coroação de Nossa Senhora.
Junho: Os três Santos do mês. Corpus Christi.
Julho: Divino Espírito Santo em Diamantina.
Agosto: Mês do Folclore.
Setembro: Carvalhada em Caeté, no Distrito do Morro Vermelho.
Outubro: Congadas, Dia do Padroeiro, N.S. do Rosário.
Dezembro: Ciclo Natalino.